# 新古罗夫斯基
新古罗夫斯基（羅馬化：Novogurovskiy）是俄罗斯图拉州的工人村（市级镇），属阿列克辛区，地处图拉州北部，在区行政中心阿列克辛东偏南、州府图拉西北方。
1966年由原新古罗夫斯基和五一镇两地合并而成，设工人村。该地2021年人口有3,342人；2010年人口3,590；2002年人口3,809；1989年人口4,491。